# 1-й проезд Леонова
1-й проезд Лео́нова — улица на севере Москвы, в Ростокино Северо-Восточного административного округа. Проходит от улицы Докукина на север, а затем на восток вдоль Малого кольца Московской железной дороги до станции «Ростокино». Проезд, так же, как и улица Леонова, унаследовали название бывшего села Леоново, на территории которого возникли ещё в 1930 году.